# روز تمام‌عیار (آلبوم کسکادا)
«روز تمام‌عیار» (به انگلیسی: Perfect Day) آلبومی از کسکادا است که در سال ۲۰۰۷ میلادی منتشر شد.
این آلبوم در چارت‌های ، ایرلند، جزو ده آلبوم اول قرار گرفت..